# Diergaczi (obwód saratowski)
Diergaczi (ros. Дергачи) – osiedle typu miejskiego w Rosji, w obwodzie saratowskim, ośrodek administracyjny rejonu diergaczowskiego. W 2010 liczyło 8276 mieszkańców.

## Urodzeni
- Nikołaj Piksanow – rosyjski historyk literatury.